# Johannes Wallmann
Pour l’article homonyme, voir Wallmann.
Johannes Wallmann (Erfurt, 21 mai 1930 - Berlin, 2 janvier 2021) est un théologien  allemand.